# Epiphragma punctatissimum
Epiphragma punctatissimum är en tvåvingeart som först beskrevs av Christian Rudolph Wilhelm Wiedemann 1828.  Epiphragma punctatissimum ingår i släktet Epiphragma och familjen småharkrankar. Inga underarter finns listade i Catalogue of Life.